# حادثة مارس

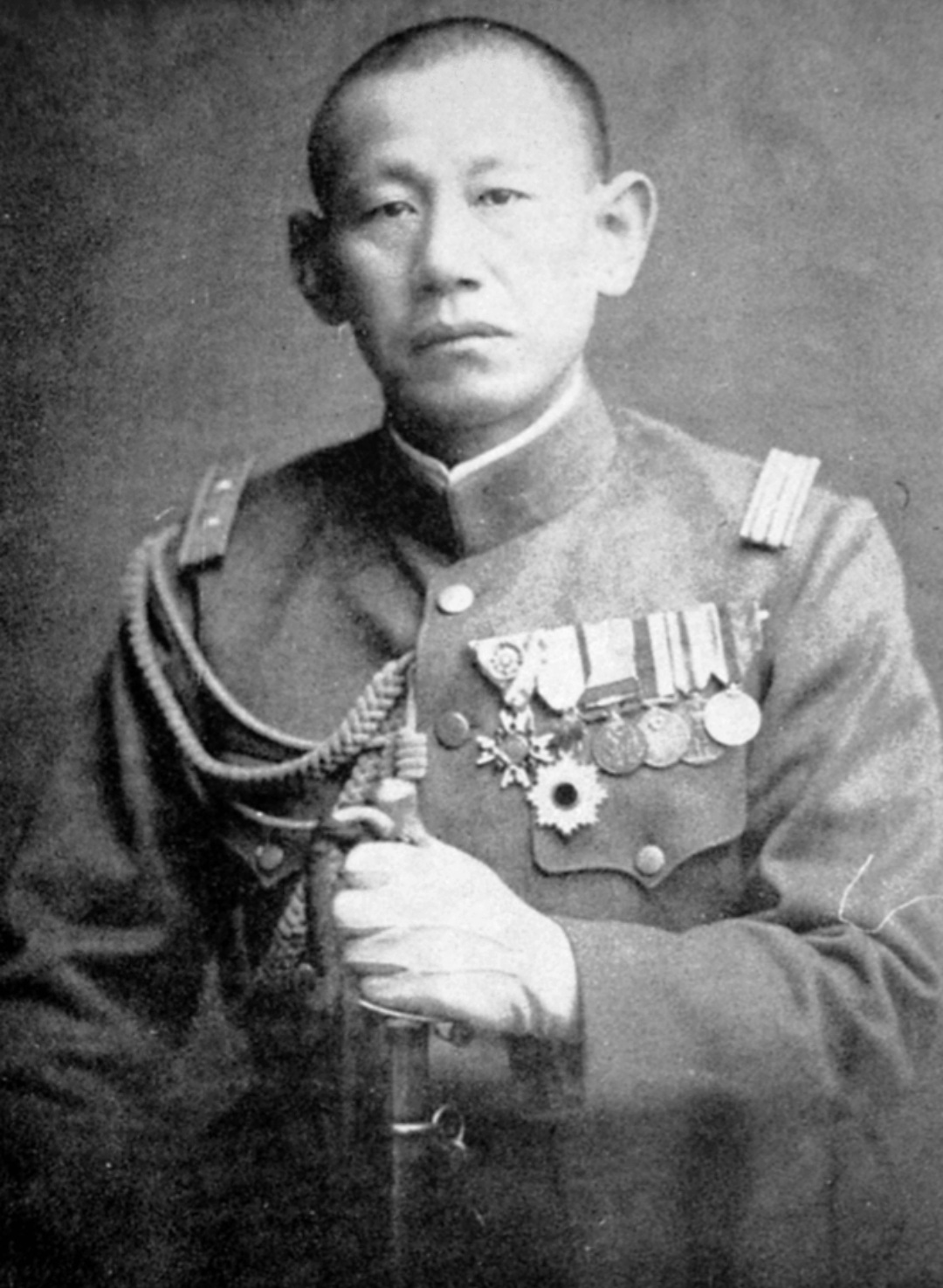
المقدم هاشيموتو، زعيم ثورة حادثة مارس

March Incident (三月事件 Sangatsu Jiken) هي محاولة انقلاب فاشلة في اليابان، وقعت في مارس عام 1931؛ حيث قام بها جماعة ساكوراكيا (أزهار الكرز) السرية الراديكالية التابعة لـ جيش اليابان الإمبراطوري، وبمعاونة الجماعات القومية المدنية.

## الخلفية والمعلومات التاريخية
من الممكن إرجاع بداية أحداث مارس 1930 إلى خريف عام 1931، في الوقت الذي تم به تأسيس ساكوراكيا (جماعة أزهار الكرز) حيث قام بهذه الحادثة المقدم كينجوري هاشيموتو والنقيب إسامو تشو بـ جيش اليابان الإمبراطوري. ولقد كانت أزهار الكرز تمثل رمزًا للتضحية بالنفس ولقد استخدم الجيش هذا الرمز للإشارة إلى الحياة الزائلة للجنود. وتمثل الهدف الذي أعلنته جماعة ساكوراكيا في إجراء إصلاح سياسي من خلال القضاء على سياسات الحزب الفاسدة وإقامة حكومة اشتراكية ذات نظام شمولي يديرها الجيش. وبهذا ستعمل الحكومة الجديدة على تخليص البلاد من السياسات الفاسدة، والتوزيع غير العادل للثروة في زايباتسو والتأثيرات الانحلالية المتصورة التي تسببت في إفساد الأخلاق العامة باليابان.
بعد محاولة اغتيال رئيس الوزراء أوساتشي هاما غوتشي، بحث الأمير كينموتشي سايونجي (آخر من حصل على لقب جنرو) وأمين الختام الملكية ماكينو نوبواكي في ترشيح الجنرال كازوشيج يوجازي لمنصب رئيس الوزراء. ومع ذلك، قرروا بعد ذلك أن المرشح المدني سيكون الخيار الأفضل لليابان في هذا الوقت. وفي نفس الوقت أغضب هذا القرار الحزب العسكري داخل جيش اليابان الإمبراطوري ودعا العديد من الجنرالات البارزين هاشيموتو وجماعته ساكوراكيا للتخطيط لشن انقلاب يهدف إلى جلب يوجاكي إلى السلطة.
تضمنت خطة هاشيموتو برنامجًا قائمًا على ثلاث مراحل:
1. التحريض على القيام بأعمال شغب واسعة النطاق في طوكيو، والتي من شأنها إجبار الحكومة على استدعاء القوات وإعلان الحكم العرفي.

2. يقوم جيش اليابان الإمبراطوري بتنفيذ الانقلاب والاستيلاء على السلطة.

3. سيتم تشكيل مجلس الوزراء الجديد تحت رئاسة وزير الحرب بعد ذلك، الجنرال كازوشيج يوجازي.
لقد تم دعم المشروع بتبرعات بلغت 200000 ين من يوشيشيكا توكوغاوا، العضو اليميني المتشدد بـ مجلس اللوردات، وابن آخر داي ميو بـ ناغويا، ومؤسس متحف الفن توكوغاوا، ناغويا وابن العم الثاني لـهيروهيتو.
علاوةً على ذلك، قامت المنظمات المدنية اليمينية المتشددة بقيادة كانيشيرو كامي وشوشمي أوكاوا، بتغذية الاضطرابات خارج مبنى البرلمان في طوكيو أواخر فبراير 1931. ومع ذلك، نظرًا للصعوبات اللوجستية، فشلت حالة الاضطراب في جذب عددٍ كافٍ من الأشخاص وبالتالي فشل الشغب المأمول في الحدوث. وفي سياق متصل، تشاور هاشيموتو مع أوكاوا، والذي أرسل خطابًا ليوجازي في 3 مارس 1931، موضحًا فيه المخطط ومطالبًا إياه باستدعاء القوات واتخاذ إجراء من جانب الجنرال. ورفض يوجازي، سواء لأنه كان غير متحمسٍ منذ البداية أو أنه غير موقفه بعد مشاهدة فشل إثارة أعمال الشغب في فبراير، المشاركة في هذا المخطط. ولقد كان يوجازي يأمل في أن يصبح رئيس الحزب ريكين مينسيتو (الديمقراطي الدستوري) وبالتالي أصبح لديه الفرصة في أن يصبح رئيس الوزراء بالطرق القانونية، بدلًا من شن انقلاب. ويحتمل أيضًا أن يكون يوجازي توقع أن الدكتاتورية العسكرية ستؤدي إلى نفور القطاعات القوية من النخبة اليابانية (البيروقراطيين، ونبلاء البلاط الملكي، ورجال الصناعة زايباتسو وغيرهم.)؛ تلك القطاعات التي سيحتاج لدعمها في حال ما إذا قامت حرب شاملة.
حاول المتآمرون مجددًا البدء في أعمال شغب في 17 مارس 1931 (قبل يومين من حدوث الانقلاب المخطط له)، ولكن مرة أخرى فشل مثيرو الشغب المتوقعون البالغ عددهم 10000 في تحقيق الهدف المنشود، وفي هذه المرة تم إلقاء القبض على قادتهم وانهار المخطط بالكامل.

## العواقب
تدخل يوجازي لإخماد المخطط المنهار بالكامل، وضمان تلقي المتآمرين لعقوبات خفيفة للغاية. ومثّل ذلك النتيجة النهائية لتشجيع المزيد من محاولات عناصر الجيش من التدخل في السياسة وكانت كذلك لتشويه محاولة يوجازي في الاضطلاع بمنصب رئيس الوزراء في المستقبل. ولم يتأثر هاشيموتو بفشله، فحاول الإطاحة بالحكومة مرة أخرى بعد سبعة أشهر في حادثة الألوان الإمبراطورية أكتوبر 1931.